# Troels Rasmussen
Troels Rasmussen   (Ebeltoft, 7 d'abril de 1961) és un exfutbolista danès de la dècada de 1980.
Fou 35 cops internacional amb la selecció de Dinamarca amb la qual participà en la Copa del Món de futbol de 1986.
Pel que fa a clubs, defensà els colors de Vejle Boldklub i AGF.